# Малая Турма
Малая Турма (тат. Кече Тормы) — деревня в Тетюшском районе Татарстана. Входит в состав Большетурминского сельского поселения.

## География
Находится в юго-западной части Татарстана, на реке Турма, в 24 км к северо-западу от города Тетюши.

## История
Известна с 1647–51 годов. В XVIII - первой половине XIX века жители относились к категории государственных крестьян. Занимались земледелием, разведением скота. 
В «Списке населенных мест по сведениям 1859 года», изданном в 1866 году, населённый пункт упомянут как казённая деревня Малая Турма 1-го стана Тетюшского уезда Казанской губернии. Располагалась при речке Туме, по левую сторону торгового тракта из Тетюш в Свияжск, в 17 верстах от уездного города Тетюш и в 28 верстах от становой квартиры в казённом селе Новотроицкое (Сюкеево). В деревне, в 38 дворах жили 185 человек (90 мужчин и 95 женщин), была мечеть.
В начале XX века здесь функционировали мечеть, ветряная и водяная мельницы, 2 мелочные лавки. В этот период земельный надел сельской общины составлял 437,8 десятинв. До 1920 года деревня входила в Больше-Шемякинскую волость Тетюшского уезда Казанской губернии. С 1920 года в составе Тетюшского, с 1927 - Буинского кантонов ТАССР. С 10.08.1930 в Тетюшском районе.

## Население
| 1782 | 1859 | 1897 | 1908 | 1920 | 1926 | 1938 | 1949 | 1958 | 1970 | 1979 | 1989 | 2002 |
| ---- | ---- | ---- | ---- | ---- | ---- | ---- | ---- | ---- | ---- | ---- | ---- | ---- |
| 28   | 185  | 326  | 414  | 422  | 344  | 233  | 271  | 207  | 184  | 164  | 102  | 73   |

Национальный состав села — татары.

## Экономика
Полеводство, скотоводство.